# Аллен, Мэри Сесил
Мэри Сесил Аллен (англ. Mary Cecil Allen; 2 сентября 1893, Мельбурн, Виктория — 7 апреля 1962, Провинстаун, Массачусетс) — австралийская художница и лектор. Лауреат премии Арчибальда.

## Биография
Мэри Сесил Аллен родилась в кампусе Мельбурнского университета, где вместе с женой Адой и дочерью Эдит жил и работал её отец, патологоанатом Гарри Аллен. Вместе с семьёй и гувернантками Мэри провела своё детство в доме на территории университета, что не помешало ей проникнуться любовью не только к чтению, но и к путешествиям. В 12 лет на уроке рисования в художественной школе Мэй Вейл, работа Аллен была признана «превзошедшей все остальные». В 1910 году, несмотря на соответствие требованиям для поступления на факультет искусств Мельбурнского университета, она предпочла начать обучение в Художественной школе при Национальной галерее Виктории, однако спустя два года ей пришлось прервать учёбу из-за переезда Алленов в Великобританию. После недолгого обучения в Школе Слейда, Мэри с семьёй вернулась в Мельбурн, где возобновила учёбу при Национальной галерее. Опыт и навыки, полученные в Лондоне, позволили Аллен успешно закончить обучение в 1917 году.
Благодаря выдающимся результатам во время учёбы и титулу сэра, полученному её отцом в 1914 году, авторитет Мэри Аллен в культурной среде Мельбурна сильно возрос. Выставки её работ открывали певица Нелли Мелба и бизнесмен Джон Грайс, а одной из подруг Аллен была дочь премьер-министра Австралии Айви Брукс. В 1921 году она стала лауреатом премии Арчибальда. В 1922 году Мэри усовершенствовала свои навыки, изучив тонкости Тонального импрессионизма у Макса Мелдрама. 